# Clostridium lentoputrescens
Clostridium lentoputrescens è una specie di batterio appartenente alla famiglia delle Clostridiaceae.